# Parastasia duchoni
Parastasia duchoni är en skalbaggsart som beskrevs av Ohaus 1898. Parastasia duchoni ingår i släktet Parastasia och familjen Rutelidae. Inga underarter finns listade i Catalogue of Life.